# Oreophryne wolterstorffi
Oreophryne wolterstorffi är en groddjursart som först beskrevs av Werner 1901.  Oreophryne wolterstorffi ingår i släktet Oreophryne och familjen Microhylidae. IUCN kategoriserar arten globalt som otillräckligt studerad. Inga underarter finns listade i Catalogue of Life.